# 007 Racing
007 Racing este un joc video creat de Eutechnyx și publicat de Electronic Arts în 2000